# Rudi Völler
Rudolf 'Rudi' Völler (sinh ngày 13 tháng 4 năm 1960 ở Hanau, Hesse) (phát âm [ˈfœlɐ]) là cựu cầu thủ trung phong người Đức, và là cựu huấn luyện viên trưởng của Đức. Khi còn là tuyển thủ quốc gia ông đã giành được chức vô địch thế giới FIFA World Cup năm 1990 và giành được á quân với vai trò là huấn luyện viên trưởng đội tuyển quốc gia tại World Cup 2002.

### Câu lạc bộ
| Thành tích cấp CLB  | Thành tích cấp CLB  | Thành tích cấp CLB  | Giải vô địch | Giải vô địch                        | Cúp quốc gia    | Cúp quốc gia    | Cúp liên đoàn      | Cúp liên đoàn      | Cúp châu lục | Cúp châu lục | Tổng cộng | Tổng cộng |
| Mùa giải            | CLB                 | Giải vô địch        | Trận         | Bàn                                 | Trận            | Bàn             | Trận               | Bàn                | Trận         | Bàn          | Trận      | Bàn       |
| Đức                 | Đức                 | Đức                 | Giải vô địch | Giải vô địch                        | DFB-Pokal       | DFB-Pokal       | Premiere Ligapokal | Premiere Ligapokal | Châu Âu      | Châu Âu      | Tổng cộng | Tổng cộng |
| ------------------- | ------------------- | ------------------- | ------------ | ----------------------------------- | --------------- | --------------- | ------------------ | ------------------ | ------------ | ------------ | --------- | --------- |
| 1977–78             | Kickers Offenbach   | 2. Bundesliga       | 5            | 1                                   |                 |                 |                    |                    |              |              |           |           |
| 1978–79             | Kickers Offenbach   | 2. Bundesliga       | 31           | 11                                  |                 |                 |                    |                    |              |              |           |           |
| 1979–80             | Kickers Offenbach   | 2. Bundesliga       | 38           | 7                                   |                 |                 |                    |                    |              |              |           |           |
| 1980–81             | 1860 München        | Bundesliga          | 33           | 9                                   |                 |                 |                    |                    |              |              |           |           |
| 1981–82             | 1860 München        | 2. Bundesliga       | 37           | 37                                  |                 |                 |                    |                    |              |              |           |           |
| 1982–83             | Werder Bremen       | Bundesliga          | 31           | 23                                  |                 |                 |                    |                    |              |              |           |           |
| 1983–84             | Werder Bremen       | Bundesliga          | 31           | 18                                  |                 |                 |                    |                    |              |              |           |           |
| 1984–85             | Werder Bremen       | Bundesliga          | 32           | 25                                  |                 |                 |                    |                    |              |              |           |           |
| 1985–86             | Werder Bremen       | Bundesliga          | 13           | 9                                   |                 |                 |                    |                    |              |              |           |           |
| 1986–87             | Werder Bremen       | Bundesliga          | 30           | 22                                  |                 |                 |                    |                    |              |              |           |           |
| Ý                   | Ý                   | Ý                   | Giải vô địch | Giải vô địch                        | Coppa Italia    | Coppa Italia    | League Cup         | League Cup         | Châu Âu      | Châu Âu      | Tổng cộng | Tổng cộng |
| 1987–88             | Roma                | Serie A             | 21           | 3                                   |                 |                 |                    |                    |              |              |           |           |
| 1988–89             | Roma                | Serie A             | 29           | 10                                  |                 |                 |                    |                    |              |              |           |           |
| 1989–90             | Roma                | Serie A             | 32           | 14                                  |                 |                 |                    |                    |              |              |           |           |
| 1990–91             | Roma                | Serie A             | 30           | 11                                  |                 |                 |                    |                    |              |              |           |           |
| 1991–92             | Roma                | Serie A             | 30           | 7                                   |                 |                 |                    |                    |              |              |           |           |
| Pháp                | Pháp                | Pháp                | Giải vô địch | Giải vô địch                        | Coupe de France | Coupe de France | Coupe de la Ligue  | Coupe de la Ligue  | Châu Âu      | Châu Âu      | Tổng cộng | Tổng cộng |
| 1992–93             | Olympique Marseille | Division 1          | 33           | 18                                  |                 |                 |                    |                    |              |              |           |           |
| 1993–94             | Olympique Marseille | Division 1          | 25           | 6                                   |                 |                 |                    |                    |              |              |           |           |
| Đức                 | Đức                 | Đức                 | Giải vô địch | Giải vô địch                        | DFB-Pokal       | DFB-Pokal       | Premiere Ligapokal | Premiere Ligapokal | Châu Âu      | Châu Âu      | Tổng cộng | Tổng cộng |
| 1994–95             | Bayer Leverkusen    | Bundesliga          | 30           | 16                                  |                 |                 |                    |                    |              |              |           |           |
| 1995–96             | Bayer Leverkusen    | Bundesliga          | 32           | 10                                  |                 |                 |                    |                    |              |              |           |           |
| Tổng cộng           | Đức                 | Đức                 | 343          | 188\|\|\|\|\|\|\|\|\|\|\|\|\|\|\|\| |                 |                 |                    |                    |              |              |           |           |
| Tổng cộng           | Ý                   | Ý                   | 142          | 45\|\|\|\|\|\|\|\|\|\|\|\|\|\|\|\|  |                 |                 |                    |                    |              |              |           |           |
| Tổng cộng           | Pháp                | Pháp                | 58           | 24\|\|\|\|\|\|\|\|\|\|\|\|\|\|\|\|  |                 |                 |                    |                    |              |              |           |           |
| Tổng cộng sự nghiệp | Tổng cộng sự nghiệp | Tổng cộng sự nghiệp | 543          | 257\|\|\|\|\|\|\|\|\|\|\|\|\|\|\|\| |                 |                 |                    |                    |              |              |           |           |

### QUốc tế

#### Đội tuyển quốc gia Đức
| Đội tuyển bóng đá Đức | Đội tuyển bóng đá Đức | Đội tuyển bóng đá Đức |
| Năm                   | Trận                  | Bàn                   |
| --------------------- | --------------------- | --------------------- |
| 1982                  | 1                     | 0                     |
| 1983                  | 10                    | 7                     |
| 1984                  | 10                    | 4                     |
| 1985                  | 8                     | 4                     |
| 1986                  | 10                    | 7                     |
| 1987                  | 6                     | 3                     |
| 1988                  | 10                    | 4                     |
| 1989                  | 5                     | 3                     |
| 1990                  | 13                    | 8                     |
| 1991                  | 6                     | 2                     |
| 1992                  | 6                     | 2                     |
| 1993                  | 0                     | 0                     |
| 1994                  | 5                     | 3                     |
| Total                 | 90                    | 47                    |

## Danh hiệu

### Cầu thủ
- World Cup: 1990; Về nhì 1986
- Coppa Italia: 1991
- UEFA Champions League: 1993
- UEFA Cup: Về nhì 1991
- European Championship: Runner-up 1992

### Huấn luyện viên
- World Cup: Về nhì 2002